# 日照银行
日照银行，是中国的一家股份制商业银行，总部位于山东省日照市烟台路。营业地区包含日照市、青岛市、济南市、临沂市、潍坊市。2011年末，日照银行资产总额395亿元，贷款余额226亿元。

## 发展历史
- 2000年12月28日，日照市商业银行成立。
- 2009年3月，更名为日照银行。[2]
- 2008年12月中国银监会批准日照银行设立青岛分行，2009年3月28日开始试营业。这是日照银行实现跨区域经营的第一步。
- 2010年4月29日上午，日照银行济南分行开业庆典在济南舜耕山庄举行。日照银行继青岛分行之后设立的第二家异地分行。
- 2013年4月18日，日照银行临沂分行开业。
- 2013年12月13日，日照银行潍坊银行开业。